# 489 (číslo)
Čtyři sta osmdesát devět je přirozené číslo. Následuje po čísle čtyři sta osmdesát osm a předchází číslu čtyři sta devadesát. Římskými číslicemi se zapisuje CDLXXXIX a řeckými číslicemi υπθ.

## Matematika
489 je:
- Deficientní číslo
- Poloprvočíslo
- Nešťastné číslo

## Astronomie
- (489) Comacina je planetka hlavního pásu, kterou objevil v roce 1902 Luigi Carnera

## Roky
- 489
- 489 př. n. l.